# یوهان کایان
یوهان کایان (انگلیسی: Johan Cajan; ۱ ژانویهٔ ۱۸۱۵ – ۱ ژانویهٔ ۱۸۸۷) مورخ، و نویسنده اهل دوک‌نشین بزرگ فنلاند بود.